# 米子エクスプレス
米子エクスプレス（よなごエクスプレス）は、かつて運行されていた岡山県岡山市と鳥取県米子市・境港市を結ぶ高速バスである。

## 歴史
- 1997年3月16日:下津井電鉄・日本交通 (鳥取県)の2社により岡山～米子間で運行開始。当時は1日2往復であった。
  - 当時の運行経路・停留所は以下の通りであった（同一県内相互間の利用は不可）。
    - 天満屋バスセンター - 岡山駅前（ワシントンホテル前） - （岡山IC - 岡山自動車道 - 中国自動車道 - 米子自動車道 - 米子IC - 米子東IC - 山陰自動車道 - 米子南IC - 国道181号） - 米子駅
- 1997年7月12日:山陰・夢みなと博覧会開催にあわせ、米子行1本・岡山行2本が境港駅へ延長され、岡山～米子・境港間となる。
- 2000年12月1日:下津井電鉄が撤退。ただし岡山側の予約・発券業務は継続。同時に1日1往復（岡山発米子行、境港発岡山行各1本）に減便。
- 2003年3月31日:廃止。また、この路線と車両を共有する日本交通 (鳥取県)の米子駅～国道431号～境港駅線（一般路線）も廃止。

## 運行会社
- 下津井電鉄（2000年12月1日に撤退。ただし撤退後も予約・発券業務は継続）
  - 本社営業所
- 日本交通 (鳥取県)
  - 米子営業所

## 停車停留所
天満屋バスセンター - 岡山駅前 - 米子駅 - 境港駅

## 運行経路
- 岡山市内 - 国道53号 - 岡山IC - 山陽自動車道 - 岡山自動車道 - 中国自動車道 - 米子自動車道 - 米子IC - 米子東IC - 山陰自動車道 - 米子南IC - 米子市内 - 国道431号 - 境港市内

## 運行回数
2000年11月時点
- 昼行2往復
  - 岡山 - 米子 米子行1本
  - 岡山 - 境港 岡山行2本・境港行1本

2003年3月時点
- 昼行1往復
  - 岡山 - 米子 米子行1本
  - 岡山 - 境港 岡山行1本

## 車内設備
なお、日本交通は後に3列シートの小型バス（三菱ふそう・エアロミディMJ、トイレなし）へ切り替えた。
- 3列シート
- フットレスト
- 読書灯
- おしぼり
- トイレ（一部便のみ）